# イダ・カミンスカ
イダ・カミンスカ（Ida Kamińskaイーダ・カミーィンスカ、1899年9月18日 - 1980年5月21日）は、現ウクライナ旧ロシア帝国（帝政ロシア）のオデッサ出身。ポーランドで活躍した女優・演出家。アイダ・カミンスカと書かれることもある。
女優エステル・ラヘル・カミンスカ（Esther Rachel Kamińska（1870年 - 1925年）、劇場プロデューサー・アヴラム・イツハク・カシェ (Avram Izhak Kashe) の娘として生まれる。音楽家ヨセフ・カミンスキー（Josef Kamiński）1903年 - 1972年）の姉である。
5歳から劇場での仕事を始めた。1912年に母親と姉と共に映画「Mirele Efros」に出演しスクリーン・デビュー。その後、映画にはTV映画1作品、短篇映画1作品を含めた9本のみ。しかしながら、1965年に出演した『大通りの店』で、その演技が国際的に大絶賛され、カンヌ国際映画祭では彼女の優れた演技に対して特別表彰の賞が授与された。また、アメリカではアカデミー主演女優賞ならびにゴールデン・グローブ賞主演女優賞にノミネートされた。最後の映画出演は1970年の『さまよえる天使』である。
第二次世界大戦中には、一時レンベルクの「ユダヤ劇場」を主宰した。ウクライナ成立によってポーランド再移住後、1949年から1953年はウッチにて、1953年から1955年の間はヴロツワフにてユダヤ劇場を経営した業績は、母親にも優っているという評価もある。
イダ・カミンスカはワルシャワのカミンスカ国立イディッシュ劇場の主宰者であり、演出家であったが、1968年、アメリカで公演中に亡命した。そのため、母親・エステルが1913年にワルシャワのユダヤ劇場を創設した功労者であるにもかかわらず、その存在は無視されたという。
女優としては、『人形の家』のノラ役や、「肝っ玉かあさん」的な役を得意とした。『カラマーゾフの兄弟』の脚色も手がけた。

結婚はロシア帝国出身でポーランドで活躍した俳優のマリアン・メルマンと2回結婚。一度離婚し、後に復縁している。
イダ・カミンスカは1980年5月21日に心臓病の為に、ニューヨーク州のニューヨーク・シティで死去。フラッシングのヘブロン山墓地 (Mount Hebron Cemetery) に埋葬されている。

## イディッシュ演劇
ウッチ、ヴィルナ（第一次世界大戦後はポーランド領）、ワルシャワは第二次世界大戦の粛清まで、ユダヤ演劇の俳優や、劇場のディレクター（I・ザンドベルク、A・I・カミンスキー、I・スピヴァコフスキーら）の集団が活躍するイディッシュ演劇文化の中心地であった。
演目は、シュロイメ・アンスキーの『ディブック』、ショーレム・アッシュの『殉教 kiddush haShem』、イツホク・ペレツの『古い市場の夜 bay nakht afn altn markt』・『金の鎖 di goldene keyt』を初めとしたオリジナル脚本から、国際的に知られた演劇の脚色（モリエール、ドストエフスキー、ストリンドベリ、ゴーゴリ、イプセン、ゴーリキー、ゾラなど）に及び、第二次世界大戦初期には、ポーランドには20を下らない劇団があった。

## 出演作品
- 大通りの店　The Shop on Main Street/ Obchod na Korze / Sklep przy głównej ulicy（1965 / スロバキア映画。ロザーリエ・ラウトマン Rozália Lautmannová 役。スロバキア語で演じた）
- さまよえる天使 The Angel Levine （1970）